# Robert A. Jaffray
Robert Alexander Jaffray (1873 - 29 juillet 1945) est un missionnaire canadien envoyé en Chine, Indonésie et d'autres pays, pour l'Alliance chrétienne et missionnaire. Il fut le principal fondateur de l’Alliance Bible Seminary, à Hong Kong, et le principal contributeur et rédacteur en chef du magazine biblique en langue chinoise Bible Magazine.

## Biographie
En 1896, Robert A. Jaffray il s'établit au Kwangsi en Chine.
En 1911, il établit la première mission protestante à Da Nang au Viêt Nam.
Il meurt le 29 juillet 1945 à Macassar aux Célèbes, où il était emprisonné depuis 1942.

## Publications
- « Cambodia. A neglected Land », The missionary review of the world, 1921 [lire en ligne]